# Karl von Schütz (Oberamtmann)
Karl von Schütz (* 12. Januar 1783 in Meersburg; † nach 1845) war ein hohenzollerischer Oberamtmann.

## Leben
Karl von Schütz war der Sohn des gleichnamigen Oberamtmanns von Haigerloch. Er arbeitete von 1811 bis 1817 als Generalkassier und Kanzleirat in Sigmaringen. Von 1817 bis 1825 leitete er als Oberamtmann das Oberamt Sigmaringen, von 1825 bis 1836 das Oberamt Wald und von 1836 bis 1845 wieder das Oberamt Sigmaringen. 1845 trat er in den Ruhestand. Karl von Schütz war Vorstand der Armen- und Krankenanstalt des Oberamts Wald.